# Johann Christoph Weller
Johann Christoph Weller (* 1647 in Sankt Joachimsthal, Böhmen; † 20. Dezember 1721 in Eger) war ein deutscher Berg- und Hammerwerkbetreiber.

## Leben
Weller wurde als Sohn einer wohlhabenden evangelischen Handelsfamilie in Sankt Joachimsthal (Böhmen) geboren. Kurz nach seiner Geburt musste seine Familie im Zuge der Gegenreformation Böhmen verlassen und ließ sich im sächsischen Oberwiesenthal nieder.
Von dort kam er 1672 in das Markgraftum Bayreuth, wo Markgraf Christian Ernst Investoren anwarb, um den durch den Dreißigjährigen Krieg ruinierten Bergbau wiederzubeleben.
Weller konnte in Arzberg Hammerwerke, Bergwerke und Hochöfen schnell wieder in Gang bringen. Im naheliegenden Egertal baute er das modernste Hammerwerk des ganzen Landes (heute als das nach ihm benannte Wellerthal ein Stadtteil von Selb). Es bestand aus einem Hochofen und 22 wasserbetriebenen Werksanlagen. Produziert wurden Stabeisen, Bleche und Gusseisenteile. Zeitweise lebten und arbeiteten dort bis zu 300 Personen.
Auch an anderen Orten, in Weißenhaid und Weidenberg sowie beim heutigen Karches, übernahm Weller Hammerwerke. Er wurde so bedeutend, dass er am markgräflichen Hof verkehrte und seine Tochter mit dem Hofjunker Samuel von Paschwitz verheiraten konnte. Er selbst wurde geadelt als Johann Christoph Weller, Edler von Molsdorf zu Wellerthal, erreichte den Status eines kaiserlichen Rats und wurde in den Stand eines Reichsritters erhoben. Er besaß zeitweise mehr als 40 Bergwerke, dazu Hochöfen und Hammerwerke.
Als nach dem Tod des Markgrafen im Jahre 1712 dessen Nachfolger Georg Wilhelm die Nachfolge antrat, fielen etliche Unregelmäßigkeiten in Wellers Geschäftsgebaren auf: Er hatte viele Jahre keine Steuern bezahlt, Zölle und Abgaben hinterzogen und Schmuggel im großen Stil organisiert.
Deshalb fiel er am markgräflichen Hof in Ungnade und floh außer Landes. Weller erwarb das Schloss Ottengrün auf oberpfälzischem Gebiet, so dass er dort vor den markgräflichen Behörden sicher war. Von diesem Exil aus musste er zusehen, wie seine Werke im Markgraftum von seinen Erben heruntergewirtschaftet wurden.
Den Winter 1721 verbrachte Weller schwer krank im Hause seines Schwiegersohnes, des Egerer Bürgermeisters Johann Joseph Werndl von Lehenstein. Dort zwang man ihn noch auf dem Sterbebett den katholischen Glauben anzunehmen.